# Norma Granada
La Norma Granada és un mètode de valoració d'arbres i arbustos ornamentals.
El mètode té en compte els diferents factors que atribueixen valor als elements vegetals, no només el valor de la fusta o del fruit dels seus arbres, sinó també aspectes paisatgístics, ambientals, socials i culturals, etc. El mètode està impulsat i redactat per una comissió de l'Asociación Española de Parques y Jardines Públicos (AEPJP) i compta amb l'aval de la Asociación Española de Arboricultura (AEA) i l'Associació de Professionals dels Espais Verds de Catalunya (APEVC).
Abans d'aquest mètode de valoració hi va haver d'altres que són precedents d'aquest. Així l'ICONA, fa més de 35 anys publicà una metodologia de valoració de l'arbrat ornamental inspirada en els mètodes anglosaxons i suïssos.
Els criteris de valoració de la Norma Granada s'apliquen a espècimens anomenats «no substituibles», que són els arbres que mesuren més de trenta centímetres de diàmetre situats a un metre del nivell del sòl. La norma Granada, publicada el 1990, vol definir el valor ambiental i social dels arbres ornamentals dins d'un context urbà i periurbà.
Al catalogar els arbres d'interès local aplicant aquesta norma, és possible declarar-los patrimoni natural i poden ser protegits per llei pels òrgans de govern. La norma permet, per exemple, protegir els arbres monumentals de Catalunya, en disposar d'una dada que pugui definir la singularitat de l'exemplar des d'un punt de vista econòmic, més enllà dels mètodes de valoració que es basen només en el valor de la fusta dels arbres, doncs, la protecció d'aquests exemplars esdevé alguna cosa més que no simplement el valor de la fusta.
Aquesta norma, es troba present en les prescripcions tècniques de manteniment dels espais verds formulats per la Diputació de Barcelona, pel que fa a les referències d'aplicació. I també en la valoració de l'arbrat urbà i periurbà. En alguns territoris és d'obligat compliment. Així, en la Comunitat de Madrid. L'Ajuntament de Barcelona també la té present en les actuacions dels Departament de Medi Ambient.
Després de la seva publicació el 1990, se'n han fet revisions i adaptacions de la norma. Així el 1999 i posteriorment el 2006.